# Магальяйнш, Жайми
Жайми Фернандес Магальяйнш (порт. Jaime Fernandes Magalhães; род. 10 июля 1962, Порту) — португальский футболист, полузащитник. Один из лидеров «Порту» в годы наивысших успехов клуба.

## Клубная карьера
В 1976 году, в возрасте 14 лет, Жайми присоединился к молодёжной команде «Порту». Через 4 года он дебютировал за основную команду.
В сезоне 1983/84 Магальяйнш был одной из главных персон в команде. Тогда «Порту» занял второе в национальном чемпионате (уступив только лиссабонской Бенфике) и дошёл до финала Кубка обладателей кубков УЕФА 1984 (Жайми сыграл в финале 56 минут и был заменён Микки Уолшом). В следующем забил, рекордные для себя, 11 голов и помог клубу стать чемпионом Португалии.
Магальяйнш получал предложения от разных клубов, но в итоге он остался в «Порту». Он стал семикратным чемпионом Португалии и полностью отыграл победный финал Кубка европейских чемпионов 1987 против мюнхенской «Баварии»
Летом 1995 года Жайми оставил «Порту», сыграв за него более 300 официальных матчей, и перешёл в «Лесу». Но уже в 1996 году завершил карьеру, сыграв только 4 матча за новый клуб.
Магальяйнш был включен в список 100 лучших португальских футболистов по версии португальской газеты Record.

## Карьера за сборную
За сборную Португалии Жайми дебютировал 18 ноября 1981 года, в возрасте 19 лет, в матче Квалификации на Чемпионат мира по футболу 1982 года против сборной Шотландии (2-1).
Он пропустил Чемпионат Европы 1984 года, но был включен в состав сборной на чемпионат мира 1986 года в Мексике. Всего за сборную Жайми провёл 20 матчей.

## Достижения
- Обладатель Кубка европейских чемпионов: 1986/87
- Обладатель Суперкубка Европы: 1987
- Обладатель Межконтинентального кубка: 1987
- Чемпион Португалии: 1984/85, 1985/86, 1987/88, 1989/90, 1991/92, 1992/93, 1994/95
- Обладатель Кубка Португалии: 1983/84, 1987/88, 1990/91, 1993/94
- Обладатель Суперкубка Португалии: 1981, 1983, 1984, 1986, 1991, 1993
- Финалист Кубка обладателей кубков: 1983/84